# Circonscription de Chuko
La circonscription de Chuko est une des 121 circonscriptions législatives de l'État fédéré des nations, nationalités et peuples du Sud, elle se situe dans la Zone Sidama en Éthiopie. Son représentant actuel est Asfaw Dingamo Qame.